# A Pair of Baby Shoes
A Pair of Baby Shoes è un cortometraggio muto del 1912 diretto da Tom Ricketts.

## Trama
Due genitori, sconvolti dalla morte del loro bambino, stanno per separarsi.

## Produzione
Il film fu prodotto dalla Nestor Film Company.

## Distribuzione
Distribuito dalla Motion Picture Distributors and Sales Company, il film - un cortometraggio di una bobina - uscì nelle sale cinematografiche USA il 15 aprile 1912.